# Atletica leggera ai Giochi della XXXI Olimpiade - 100 metri piani femminili

Video ufficiale della Finale

I 100 metri piani hanno fatto parte del programma femminile di atletica leggera ai Giochi della XXXI Olimpiade. La competizione si è svolta nei giorni 12-13 agosto allo Stadio Nilton Santos di Rio de Janeiro.

## Presenze ed assenze delle campionesse in carica
Per i campionati europei si considera l'edizione del 2014.
| Competizione         | Atleta              | Prestazione | Rio 2016   |
| -------------------- | ------------------- | ----------- | ---------- |
| Olimpiadi 2012       | Shelly-Ann Fraser   | 10”75       | Presente   |
| Commonwealth 2014    | Blessing Okagbare   | 10”85       | Presente   |
| Europei 2014         | Dafne Schippers     | 11”12       | Presente   |
| Asiatici 2014        | Wei Yongli          | 11”48       | Presente   |
| Panamericani 2015    | Sherone Simpson     | 10”95       | Non selez. |
| Africani 2015        | Marie-Josée Ta Lou  | 11”02       | Presente   |
| Mondiali 2015        | Shelly-Ann Fraser   | 10”76       | Presente   |
|                      |                     |             |            |
| Mondiali junior 2012 | Anthonique Strachan | 11”20       | Solo 200 m |

1. ↑  In batteria Barbara Pierre (USA) stabilisce il nuovo record dei Giochi con 10"92.

## La gara
La più veloce nel turno eliminatorio è Shelly-Ann Fraser-Pryce, la campionessa uscente (10"96).
In semifinale il miglior tempo è di Elaine Thompson (10"88). Le otto qualificate corrono tutte in meno di 11 secondi.
In finale la Thompson ha il secondo peggior tempo di reazione, ma è già in testa ai 20 metri. Sviluppa una potente accelerazione e vince in 10"71, con un ampio margine sulla statunitense Tori Bowie: 12 centesimi. Per il terzo posto è lotta serrata tra Shelly-Ann Fraser-Pryce e l'ivoriana Marie-Josée Ta Lou: la spunta la prima per sette millesimi (10"852 contro 10"859).
Elaine Thompson fissa sul cronometro un tempo mai visto ai Giochi negli ultimi 24 anni. Per trovare una prestazione migliore bisogna tornare indietro al 1988 quando Florence Griffith-Joyner vinse con 10"54. I tempi della sesta e settima classificata sono i più veloci di sempre per tali posizioni.

## Risultati

### Preliminari
I preliminari hanno coinvolto gli atleti che non avevano raggiunto il tempo minimo di qualificazione.
Qualificazione: i primi due di ogni batteria (Q) e i 2 seguenti migliori tempi (q).

#### Batteria 1
| Posizione | Corsia | Nome           | Nazionalità    | Tempo | Note                          |
| --------- | ------ | -------------- | -------------- | ----- | ----------------------------- |
| 1         | 5      | Hafsatu Kamara | Sierra Leone   | 12"24 | Q                             |
| 2         | 7      | Sisila Seavula | Figi           | 12"34 | Q                             |
| 3         | 9      | Regine Tugade  | Guam           | 12"52 |                               |
| 4         | 8      | Makoura Keita  | Guinea         | 12"66 | Miglior prestazione personale |
| 5         | 3      | Shirin Akter   | Bangladesh     | 12"99 |                               |
| 6         | 4      | Mariana Cress  | Isole Marshall | 13"20 |                               |
| 7         | 2      | Liliana Neto   | Angola         | 13"58 |                               |
| 8         | 6      | Kamia Yousufi  | Afghanistan    | 14"02 | Record nazionale              |

#### Batteria 2
| Posizione | Corsia | Nome                | Nazionalità | Tempo | Note                          |
| --------- | ------ | ------------------- | ----------- | ----- | ----------------------------- |
| 1         | 9      | Sunayna Wahi        | Suriname    | 12"09 | Q                             |
| 2         | 7      | Patricia Taea       | Isole Cook  | 12"30 | Q                             |
| 3         | 8      | Mazoon Al-alawi     | Oman        | 12"30 | q                             |
| 4         | 2      | Lidiane Lopes       | Capo Verde  | 12"38 | Record nazionale              |
| 5         | 3      | Phumlile Ndzinisa   | eSwatini    | 12"49 |                               |
| 6         | 5      | Taine Halasima      | Tonga       | 12"80 |                               |
| 7         | 6      | Laenly Phoutthavong | Laos        | 12"82 | Miglior prestazione personale |
| 8         | 4      | Lerissa Henry       | Micronesia  | 13"53 |                               |

#### Batteria 3
| Posizione | Corsia | Nome                      | Nazionalità     | Tempo | Note             |
| --------- | ------ | ------------------------- | --------------- | ----- | ---------------- |
| 1         | 3      | Charlotte Wingfield       | Malta           | 11"86 | Q                |
| 2         | 4      | Cecilia Bouele            | Rep. del Congo  | 11"98 | Q                |
| 3         | 9      | Zaidatul Husniah Zulkifli | Malaysia        | 12"12 | q                |
| 4         | 7      | Prenam Pesse              | Togo            | 12"38 |                  |
| 5         | 5      | Denika Kassim             | Comore          | 12"53 |                  |
| 6         | 2      | Jordan Mageo              | Samoa Americane | 13"72 |                  |
| 7         | 8      | Kariman Abuljadayel       | Arabia Saudita  | 14"61 | Record nazionale |
| 8         | 6      | Karitaake Tewaaki         | Kiribati        | 14"70 |                  |

### Batterie
Qualificazione: i primi due di ogni batteria (Q) e gli 8 seguenti migliori tempi (q).

#### Batteria 1
| Posizione | Corsia | Nome                 | Nazionalità    | Tempo | Note |
| --------- | ------ | -------------------- | -------------- | ----- | ---- |
| 1         | 8      | Desiree Henry        | Regno Unito    | 11"08 | Q    |
| 2         | 6      | Murielle Ahouré      | Costa d'Avorio | 11"17 | Q    |
| 3         | 9      | Natalia Pohrebniak   | Ucraina        | 11"30 | q    |
| 4         | 2      | Lorene Dorcas Bazolo | Portogallo     | 11"43 |      |
| 5         | 3      | Wei Yongli           | Cina           | 11"48 |      |
| 6         | 5      | Hajar Alkhaldi       | Bahrein        | 11"59 |      |
| 7         | 7      | Rima Kashafutdinova  | Kazakistan     | 11"84 |      |
| 8         | 4      | Sisila Seavula       | Figi           | 12"48 |      |

#### Batteria 2
| Posizione | Corsia | Nome                  | Nazionalità  | Tempo | Note |
| --------- | ------ | --------------------- | ------------ | ----- | ---- |
| 1         | 9      | Dafne Schippers       | Paesi Bassi  | 11"16 | Q    |
| 2         | 5      | Tatjana Pinto         | Germania     | 11"31 | Q    |
| 3         | 6      | Khamica Bingham       | Canada       | 11"41 |      |
| 4         | 7      | Flings Owusu-Agyapong | Ghana        | 11"43 |      |
| 5         | 4      | Gloria Asumnu         | Nigeria      | 11"55 |      |
| 6         | 3      | Evelyn Rivera         | Colombia     | 11"59 |      |
| 7         | 8      | Brenessa Thompson     | Guyana       | 11"72 |      |
| 8         | 2      | Hafsatu Kamara        | Sierra Leone | 12"22 |      |

#### Batteria 3
| Posizione | Corsia | Nome                   | Nazionalità               | Tempo | Note |
| --------- | ------ | ---------------------- | ------------------------- | ----- | ---- |
| 1         | 9      | Tori Bowie             | Stati Uniti               | 11"13 | Q    |
| 2         | 5      | Blessing Okagbare      | Nigeria                   | 11"16 | Q    |
| 3         | 8      | Ángela Tenorio         | Ecuador                   | 11"35 | q    |
| 4         | 4      | Ezinne Okparaebo       | Norvegia                  | 11"43 |      |
| 5         | 6      | Eliecith Palacios      | Colombia                  | 11"48 |      |
| 6         | 3      | Tahesia Harrigan-Scott | Isole Vergini Britanniche | 11"54 |      |
| 7         | 7      | Khrystyna Stuy         | Ucraina                   | 11"57 |      |
| 8         | 2      | Cecilia Bouele         | Rep. del Congo            | 12"18 |      |

#### Batteria 4
| Posizione | Corsia | Nome                    | Nazionalità    | Tempo | Note |
| --------- | ------ | ----------------------- | -------------- | ----- | ---- |
| 1         | 9      | Shelly-Ann Fraser-Pryce | Giamaica       | 10"96 | Q    |
| 2         | 5      | Marie-Josée Ta Lou      | Costa d'Avorio | 11"01 | Q    |
| 3         | 2      | Mujinga Kambundji       | Svizzera       | 11"19 | q    |
| 4         | 8      | Narcisa Landazuri       | Ecuador        | 11"38 | q    |
| 5         | 4      | Tynia Gaither           | Bahamas        | 11"56 |      |
| 6         | 7      | Ramona Papaioannou      | Cipro          | 11"61 |      |
| 7         | 6      | Ruddy Zang Milama       | Gabon          | 11"67 |      |
| 8         | 3      | Sunayna Wahi            | Suriname       | 12"25 |      |

#### Batteria 5
| Posizione | Corsia | Nome               | Nazionalità       | Tempo | Note |
| --------- | ------ | ------------------ | ----------------- | ----- | ---- |
| 1         | 9      | Tianna Bartoletta  | Stati Uniti       | 11"23 | Q    |
| 2         | 8      | Ewa Swoboda        | Polonia           | 11"24 | Q    |
| 3         | 6      | Olesya Povkh       | Ucraina           | 11"39 | q    |
| 4         | 5      | Kelly-Ann Baptiste | Trinidad e Tobago | 11"42 |      |
| 5         | 2      | Jennifer Madu      | Nigeria           | 11"61 |      |
| 6         | 3      | Nigina Sharipova   | Uzbekistan        | 11"68 |      |
| 7         | 4      | Dutee Chand        | India             | 11"69 |      |
| 8         | 7      | Patricia Taea      | Isole Cook        | 12"41 |      |

#### Batteria 6
| Posizione | Corsia | Nome                    | Nazionalità       | Tempo | Note |
| --------- | ------ | ----------------------- | ----------------- | ----- | ---- |
| 1         | 5      | Michelle-Lee Ahye       | Trinidad e Tobago | 11"00 | Q    |
| 2         | 7      | Christania Williams     | Giamaica          | 11"27 | Q    |
| 3         | 4      | Asha Philip             | Regno Unito       | 11"34 | q    |
| 4         | 2      | Crystal Emmanuel        | Canada            | 11"43 |      |
| 5         | 6      | Viktoriya Zyabkina      | Kazakistan        | 11"69 |      |
| 6         | 8      | Marika Popowicz-Drapała | Polonia           | 11"70 |      |
| 7         | 9      | Iman Essa Jasim         | Bahrein           | 11"72 |      |
| 8         | 3      | Charlotte Wingfield     | Malta             | 11"90 |      |

#### Batteria 7
| Posizione | Corsia | Nome             | Nazionalità        | Tempo | Note |
| --------- | ------ | ---------------- | ------------------ | ----- | ---- |
| 1         | 9      | Elaine Thompson  | Giamaica           | 11"21 | Q    |
| 2         | 3      | Rosangela Santos | Brasile            | 11"25 | Q    |
| 3         | 4      | Semoy Hackett    | Trinidad e Tobago  | 11"35 | q    |
| 4         | 8      | Toea Wisil       | Papua Nuova Guinea | 11"48 |      |
| 5         | 2      | Olga Safronova   | Kazakistan         | 11"50 |      |
| 6         | 6      | Alyssa Conley    | Sudafrica          | 11"57 |      |
| 7         | 5      | Melissa Breen    | Australia          | 11"74 |      |
| 8         | 7      | Mazoon Al-Alawi  | Oman               | 12"43 |      |

#### Batteria 8
| Posizione | Corsia | Nome                      | Nazionalità | Tempo | Note |
| --------- | ------ | ------------------------- | ----------- | ----- | ---- |
| 1         | 6      | English Gardner           | Stati Uniti | 11"09 | Q    |
| 2         | 4      | Carina Horn               | Sudafrica   | 11"32 | Q    |
| 3         | 2      | Ivet Lalova-Collio        | Bulgaria    | 11"35 | q    |
| 4         | 7      | Daryll Neita              | Regno Unito | 11"41 |      |
| 5         | 3      | Rebekka Haase             | Germania    | 11"47 |      |
| 6         | 9      | Yuan Qiqi                 | Cina        | 11"56 |      |
| 7         | 5      | Franciela Krasucki        | Brasile     | 11"67 |      |
| 8         | 8      | Zaidatul Husniah Zulkifli | Malaysia    | 12"62 |      |

### Semifinali
Qualificazione: i primi due di ogni semifinale (Q) e i 2 seguenti migliori tempi (q).

#### Semifinale 1
| Posizione | Corsia | Nome                | Nazionalità       | Tempo | Note |
| --------- | ------ | ------------------- | ----------------- | ----- | ---- |
| 1         | 7      | Tori Bowie          | Stati Uniti       | 10"90 | Q    |
| 2         | 6      | Michelle-Lee Ahye   | Trinidad e Tobago | 10"90 | Q,   |
| 3         | 9      | Christania Williams | Giamaica          | 10"96 | q,   |
| 4         | 5      | Murielle Ahouré     | Costa d'Avorio    | 11"01 |      |
| 5         | 3      | Ángela Tenorio      | Ecuador           | 11"14 |      |
| 6         | 8      | Mujinga Kambundji   | Svizzera          | 11"16 |      |
| 7         | 4      | Ewa Swoboda         | Polonia           | 11"18 |      |
| 8         | 2      | Olesya Povkh        | Ucraina           | 11"29 |      |

#### Semifinale 2
| Posizione | Corsia | Nome                    | Nazionalità    | Tempo | Note                                     |
| --------- | ------ | ----------------------- | -------------- | ----- | ---------------------------------------- |
| 1         | 5      | Shelly-Ann Fraser-Pryce | Giamaica       | 10"88 | Q,                                       |
| 2         | 4      | Dafne Schippers         | Paesi Bassi    | 10"90 | Q                                        |
| 3         | 6      | Marie-Josée Ta Lou      | Costa d'Avorio | 10"94 | q,                                       |
| 4         | 7      | Tianna Bartoletta       | Stati Uniti    | 11"00 |                                          |
| 5         | 9      | Rosangela Santos        | Brasile        | 11"23 | Miglior prestazione personale stagionale |
| 6         | 2      | Narcisa Landazuri       | Ecuador        | 11"27 |                                          |
| 7         | 8      | Natalia Pohrebniak      | Ucraina        | 11"32 |                                          |
| 8         | 3      | Asha Philip             | Regno Unito    | 11"33 |                                          |

#### Semifinale 3
| Posizione | Corsia | Nome               | Nazionalità       | Tempo | Note |
| --------- | ------ | ------------------ | ----------------- | ----- | ---- |
| 1         | 4      | Elaine Thompson    | Giamaica          | 10"88 | Q    |
| 2         | 7      | English Gardner    | Stati Uniti       | 10"90 | Q    |
| 3         | 6      | Blessing Okagbare  | Nigeria           | 11"09 |      |
| 4         | 5      | Desiree Henry      | Regno Unito       | 11"09 |      |
| 5         | 3      | Semoy Hackett      | Trinidad e Tobago | 11"20 |      |
| 6         | 9      | Carina Horn        | Sudafrica         | 11"20 |      |
| 7         | 8      | Tatjana Pinto      | Germania          | 11"32 |      |
| –         | 2      | Ivet Lalova-Collio | Bulgaria          | NP    |      |

### Finale
| Record mondiale      | Florence Griffith | 10"49 | Indianapolis | 16 luglio 1988    |
| Record olimpico      | Florence Griffith | 10"62 | Seul         | 24 settembre 1988 |
| Capolista stagionale | Elaine Thompson   | 10"70 | Kingston     | 3 luglio 2016     |

Sabato 13 agosto, ore 22:35. Vento: +0.5 m/s.
| Pos.    | Corsia | Atleta              | Età | Nazione           | Tempo | Note                          |
| ------- | ------ | ------------------- | --- | ----------------- | ----- | ----------------------------- |
| Oro     | 4      | Elaine Thompson     | 24  | Giamaica          | 10"71 |                               |
| Argento | 5      | Tori Bowie          | 26  | Stati Uniti       | 10"83 |                               |
| Bronzo  | 6      | Shelly-Ann Fraser   | 29  | Giamaica          | 10"86 |                               |
| 4       | 3      | Marie-Josée Ta Lou  | 28  | Costa d'Avorio    | 10"86 | Miglior prestazione personale |
| 5       | 9      | Dafne Schippers     | 24  | Paesi Bassi       | 10"90 |                               |
| 6       | 8      | Michelle-Lee Ahye   | 24  | Trinidad e Tobago | 10"92 |                               |
| 7       | 7      | English Gardner     | 24  | Stati Uniti       | 10"94 |                               |
| 8       | 2      | Christania Williams | 22  | Giamaica          | 11"80 |                               |